# Admiral’s Men
Die Admiral’s Men (auch genannt Lord Admiral’s Men, oder auch Earl of Nottingham’s Men; nach 1603 Prince Henry’s Men; nach 1612, Elector Palatine’s Men oder Palsgrave’s Men) waren eine Theaterkompanie (englisch: Playing Company) oder Schauspielertruppe des Elisabethanischen Zeitalters und der darauffolgenden Zeit des Hauses Stuart. Es wird allgemein angenommen, dass sie die zweitbedeutendste Theatertruppe des englischen Renaissancetheaters waren (nach Shakespeares Lord Chamberlain’s Men).

## Anfänge
Als die elisabethanischen Armengesetze mit einem Gesetz von 1572 geändert wurden, veränderte sich die Situation von reisenden Schauspielern: Wer keine Patronage durch einen Adligen besaß, konnte als Vagabund eingestuft und mit einer Reihe von Strafen belegt werden. Hingegen waren diejenigen, die sich in einen solchen Schutz begaben, rechtlich sicherer als zuvor. Zunächst war das Ensemble als The Lord Howard’s Men bekannt, benannt nach ihrem Patron Charles Howard, 1st Earl of Nottingham. Die Truppe spielte im Dezember 1576 am Königlichen Hof (ein Stück namens Tooley) und ein zweites Mal am 17. Februar 1577 (The Solitary Knight) sowie ein drittes Mal in der darauffolgenden Weihnachtszeit am 5. Januar 1578. In den Jahren 1577 bis 1579 unternahmen sie weite Tourneen von Bath bis Nottingham.
Ein machtvoller Patron wie Howard konnte eine Menge im Erfolg einer Truppe bewirken. Jedoch ist wenig überliefert, inwieweit er in Theaterbelange involviert war; man hörte ihm als einer der engsten Berater von Königin Elisabeth aber offenbar zu. So stimmte er nahezu als Einziger gegen den 1584 vom Lord Mayor of London unternommenen Versuch die öffentlichen Theater schließen zu lassen; mit dem Resultat, dass die Theater geöffnet blieben.
Als Howard 1585 als Lord High Admiral in die englische Admiralität aufstieg, schlug sich das auch in dem Namen der Theatergruppe nieder. Sie traten von 1585 bis 1587 als Admiral’s Men regelmäßig auf dem Land, wie auch am Hofe auf. Am 16. November 1587 ereignete sich während der Aufführung ein schweres Unglück: Eine auf der Bühne abgefeuerte Kanone tötete in den Zuschauerreihen ein Kind und eine schwangere Frau. Daraufhin stellte die Truppe eine Zeit lang alle weiteren Auftritte ein. Jedoch traten sie ein Jahr später am 29. Dezember 1588 sowie am 11. Februar 1589 wieder am Hof auf.
Trotz der Macht ihres Schutzherrn waren die Admiral’s Men nicht völlig frei von An- und Eingriffen behördlicher Natur. Ihnen und den Lord Strange’s Men wurde im November 1589 vom Lord Mayor of London untersagt aufzutreten; es steht zu vermuten, dass Edmund Tilney, der Master of the Revels (eine Art Zensurbehörde), seine Unzufriedenheit gegenüber der Stückeauswahl bekundet hatte. In der Zwischenzeit (November 1590 bis Mai 1591) zogen die Admiral’s Men in das Schauspielhaus von James Burbage, dem The Theatre. Dort gaben sie das Stück Dead Man’s Fortune mit einem jungen Richard Burbage im Ensemble. Das war auch das einzige Mal, dass die späteren Konkurrenten Burbage und der langjährige Star der Admiralstruppe Edward Alleyn zusammen auf der Bühne standen.
Während die Admiral’s Men in der Londoner City ihre Auftrittsschwierigkeiten hatten, waren sie jedoch am Hofe stets willkommen (so am 28. Dezember 1589 oder am 30. März 1590) und waren auch auf dem Lande beliebt, wo sie 1589 und 1590 tourten. Im Juni 1594 trennten sich die Lord Admiral’s Men endgültig von den Lord Chamberlain’s Men, der Truppe um Richard Burbage, am The Theatre und traten am 1587 errichteten The Rose auf. Ihr Repertoire beinhaltete nun Stücke von Robert Greene und Thomas Lodge (u. a. „The Wounds of Civil War“) und besonders die von Christopher Marlowe, welcher zum Hauptautoren des Rose avancierte. Marlowes Tamburlaine wurde 1590 mit ihrem Namen auf dem Titelblatt gedruckt. Edward Alleyn heiratete 1592 die Stieftochter des Theaterbesitzers Philip Henslowe und wurde zu einem geschäftsführenden Miteigentümer des Rose Theatre.

## Jahre mit Henslowe
Es war in den späteren 1580er Jahren, als die Truppe ihre langjährige Beziehung zu Philip Henslowe begann. Henslowe war der Erbauer des Rose (und später weiterer Theater), Produzent und Impresario. Das Rose war für viele Jahre die Heimat der Admiral’s Men und in einer Mischung aus Manager und Finanzier spielte Henslowe auch eine Schlüsselrolle in der Truppe. Während einer größeren Unterbrechung der Spielzeiten in den Jahren 1592 bis 1594 durch den Ausbruch der Beulenpest in London, gingen die Admiral’s Men auf Tournee und kehrten am 14. Mai 1594 wieder ins Rose zurück und feierten dort ihre großen Erfolge. So zunächst The Jew of Malta und die zwei anonym verfassten und verschollenen Stücke The Ranger's Comedy und Cutlack.
Die Admiral’s Men bestanden nun aus Edward Alleyn als ihr Leading man sowie George Attewell, Thomas Downton und James Tunstall, welche noch aus der alten Besetzung stammen. Richard Jones war in den 1580er Jahren zusammen mit Alleyn und Tunstall Mitglied der Worcester’s Men. Jones und Downton verließen 1597 die Admiral’s Men um sich den Pembroke’s Men anzuschließen. Nach deren skandalauslösenden Darstellung von The Isle of Dogs kehrten sie noch im selben Jahr zu den Admiral’s zurück. Attewell war ein Clown, bekannt für seine Tanzdarbietungen. Als der berühmte, maßgebende Clown Richard Tarlton 1588 starb, übernahm Attewell die Aufgabe am Ende jeder Vorstellung der Queen Elizabeth’s Men eine kombinierte Tanzperformance aufzuführen, die sogenannte Jig. John Singer, ein weiterer Clown der Queen Elizabeth’s Truppe, schloss sich 1594 ebenfalls den Admiral’s an; weitere Mitglieder waren Edward Juby, Martin Slater und Thomas Towne. Die Truppe spielte, neben anderen, Stücke von George Chapman, William Haughton und Anthony Munday.
Die Hinterlassenschaft des Tagebuchs Henslowes (eigentlich nur eines der Geschäftsbücher des Theaters) versorgt Wissenschaftler heute mit deutlich mehr Informationen über die Admiral’s Men, als über jede andere Schauspieltruppe jener Zeit. Das Tagebuch verdeutlicht unter anderem die enormen Anforderungen, die das elisabethanische Repertoiresystem an die Schauspieler stellte. In der Spielzeit 1594/95 spielten die Admiral’s Men üblicherweise an sechs Tagen in der Woche und gaben dabei zusammen 38 Stücke, davon 21 Premieren (eines alle 14 Tage, wovon nur acht in den nachfolgenden Spielzeiten aufgeführt wurden). In der nächsten Spielzeit, 1595/96, kamen 37 Stücke auf die Bühne, davon 19 Premieren und im Folgejahr, 1596/97, 34 Stücke, davon 14 Premieren. Auf den Spielplänen standen sehr oft Werke von Christopher Marlowe: Tamburlaine Teil 1 wurde 1594/95 14-mal gegeben, gefolgt von Die tragische Historie vom Doktor Faustus (12 Aufführungen), Das Massaker von Paris (10 Aufführungen), Der Jude von Malta (9 Aufführungen) und Tamburlaine Teil 2 (6 Aufführungen). Das populärste Stück war aber das am 3. Dezember 1594 vorgestellte und anonym verfasste The Wise Man of Westchester, welches heute als verschollen gilt. Es wurde über die folgenden drei Jahre 32-mal aufgeführt; letztmals am 18. Juli 1597. Frühere Gelehrte spekulierten, dass es nur ein alternativer Titel für Anthony Mundays John a Kent and John a Cumber sein könnte, jedoch gibt es hierfür keine belastbaren Beweise.
Henslowe errichtete 1600 ein weiteres Theater, das Fortune Playhouse. Die Admiral’s Men verlagerten sich an die neue Spielstätte und als vier Jahre später die Pacht des Rose Theaters auslief, war das auch das Ende aller Vorstellungen dort und das verwaiste Gebäude wurde im Jahr darauf, 1605, abgerissen.
Irgendwann im Winter 1603, nachdem das Haus Stewart, nach dem Tode Elisabeth I. auf den Thron folgte, bekam die Truppe einen neuen Patron, Prince Henry (1594–1612) (von 1610–1612 Prince of Wales). Sie nannten sich fortan Prince Henry’s Men. Edward Alleyn zog sich 1604 von der Bühne zurück, war aber als Vermieter des Fortune Theatres weiterhin mit der Kompanie verbunden. In dieser Zeit gehörten zum Kern der Truppe William Bird, Thomas Towne, Samuel Rowley (Bruder des Dramatikers William?), Charles Massey, den Mitgliedern auch der King’s Men: Humphrey und Anthony Jeffes, Edward Juby und Thomas Downton. Edward Juby war der Zahlmeister der Truppe für Aufführungen am Hofe, was darauf hindeutet, dass er maßgeblich für die Finanzen der Truppe verantwortlich war.
Nach dem Tod des Prinzen 1612 kam die Kompanie unter das Patronat seines Schwagers, Friedrich V., Pfalzgraf und Kurfürst von der Pfalz. Das neue Patent vom 11. Januar 1613 listet sechs der ehemaligen Schauspieler auf: Juby, Bird, Rowley, Massey, Downton und Humphrey Jeffes, dazu sechs neue Mitglieder, darunter John Shank (später langjähriges Mitglied der King’s Men) und Richard Gunnell, der später ein Theaterleiter und Impresario wurde, als er 1629 das Salisbury Court Theatre zusammen mit William Blagrave errichtete.

## Niedergang
Als das Fortune Playhouse am 9. Dezember 1621 bis auf die Grundmauern niederbrannte war das auch ein großer Verlust für die Truppe. So wurde ihr gesamter Bestand an Kostümen und Spielplänen Opfer der Flammen. Der Eigentümer Alleyn baute es 1623 zu Kosten von 1000 Pfund in Mauerbauweise wieder auf. Die Schauspieler zogen wieder ein, doch war der Anfang schwer. Sie blieben dort noch für einige Jahre, erfuhren aber einen Rückgang ihrer Popularität. Im Jahr 1631 zerfiel schließlich die Truppe endgültig. Das Fortune wurde dann ab Dezember 1631 für drei Jahre die Heimat der King’s Revels Men, welche zuvor im Salisbury Court Theatre auftraten. Im Zuge einer Neuzusammenstellung erschien noch 1631 eine neue Truppe unter dem Namen Prince Charles’s Men, welche unter diesem Namen bereits von 1608 bis 1625 existierte. Diese traten fortan im Salisbury Court Theatre auf.

## Repertoire
Die Admiral’s Men zeigten im langjährigen Laufe ihrer Tätigkeit ein gewaltiges Repertoire an Theaterstücken; Henslowes Tagebuch listet Dutzende alleine in den Spielzeiten zwischen 1597 und 1603. Unglücklicherweise haben die meisten Stücke die Zeiten nicht überdauert; sie existieren bloß noch als Titel (bisweilen reißerisch, wie The Boss of Billingsgate, Mahomet(Mohammed) oder Judas). Die folgende Liste ist eine Zusammenstellung nennenswerter und erhaltener Stücke, welche die Truppe auf die Bühne brachte:
- „The Blind Beggar of Alexandria“ von George Chapman, 1596
- „An Humorous Day's Mirth“ von George Chapman, 1597
- „The Downfall und The Death of Robert Earl of Huntington“ von Anthony Munday und Henry Chettle, 1598
- „Englishmen for My Money“ von William Haughton, 1598
- „The Shoemaker's Holiday“ von Thomas Dekker, 1599
- „The Life of Sir John Oldcastle“ von Munday, Robert Wilson, Richard Hathwaye, und Michael Drayton, 1599
- „The Honest Whore, Part 1“ Dekker und Thomas Middleton, 1604
- „When You See Me You Know Me“ von Samuel Rowley, 1605
- „The Whore of Babylon“ von Dekker, 1607
- „The Roaring Girl“ von Dekker und Middleton, 1611
- Sir Thomas More von Anthony Munday (und Henry Chettle)

## Trivia
In dem Film Shakespeare in Love von 1998 hatten die Admiral’s Men unter Edward „Ned“ Alleyn einen zentralen Auftritt.